# معركة مالاكوف
معركة مالاكوف (بالإنجليزية: Battle of Malakoff، وبالفرنسية: Bataille de Malakoff، وبالروسية: Малахов курган) هي معركة كبرى وقعت في 8 سبتمبر 1855 أثناء حرب القرم بين القوات الفرنسية-البريطانية من جانب والقوات الروسية من جانب آخر أثناء حصار سيفاستوبول.
اقتحمت القوات الفرنسية حصن مالاكوف ـ بقيادة الجنرال مكماهون ـ بالتزامن مع هجوم بريطاني فاشل على التحصين الواقع إلى الجنوب من مالاكوف. وكانت هذه المعركة من المعارك الفارقة في مسار حرب القرم.
شهدت المعركة لحظة حاسمة في مجرى الحرب، عندما نجح الزوافي الفرنسي أوجين ليبو في رفع العلم الفرنسي على قمة الحصن الروسي. وقد أسفرت معركة مالاكوف عن سقوط سيفاستوبول في 9 سبتمبر، منهية حصارًا دام 11 شهرًا.